# مرغ باران سنت هلن
مرغ باران سنت هلن (نام علمی: Pseudobulweria rupinarum) نام یک گونه منقرض‌شده از سرده کبوترهای دریایی تیره است.